# James Morris
James Morris (Baltimora, 10 gennaio 1947) è un basso-baritono statunitense.

## Biografia
Ha studiato al Peabody Institute (Baltimora) con Rosa Ponselle e poi all'University of Maryland, College Park ed a Filadelfia. Ha un timbro da basso-baritono, fisicamente è alto 1,93 m, il che gli dà una notevole prestanza scenica. Ha raccolto successo interpretando opere di Wagner, ed in particolare per il ruolo di Wotan e L'olandese volante, quest'ultimo ruolo è stato perfezionato assieme a Hans Hotter, massimo interprete del ruolo.
Nel 1967 debutta a Baltimora. Interpreta ruoli operistici nel repertorio italiano, francese e tedesco. Oltre alle opere wagneriane, raccoglie successi con Don Giovanni, Scarpia nella Tosca ed i quattro villani'dei i racconti di Hoffmann di Offenbach, oltre che per i personaggi di Iago nell'Otello e Mefistofele nel Faust di Gounod) e ne La dannazione di Faust di Berlioz. Negli anni 1980, portò il Wotan de L'anello dei Nibelunghi wagneriano in numerosi teatri, in Europa e nel mondo. Nella lunga carriera ha interpretato i maggiori ruoli per basso della lirica.

## Vita privata
È sposato con il mezzosoprano Susan Quittmeyer, con la quale ha due figlie. Vive nella Contea di Somerset (New Jersey). Dal 2015 lavora alla Manhattan School of Music.

## Discografia
- Beethoven - Symphony No. 9 in D minor - Riccardo Muti/The Philadelphia Orchestra, 1999 Angel
- Faure Requiem & Durufle Requiem  - Atlanta Symphony Orchestra & Chorus/James Morris/Judith Blegen/Robert Shaw, 1987 Telarc
- Offenbach, Racconti di Hoffmann - Ozawa/Domingo/Gruberova, 1990 Deutsche Grammophon
- Thomas: Hamlet - Richard Bonynge/Chorus & Orchestra of the Welsh National Opera/Sherrill Milnes/Dame Joan Sutherland, 1984 Decca
- Strauss: Salome - Seiji Ozawa/Jessye Norman/James Morris/Walter Raffeiner/Kerstin Witt/Richard Leech/Staatskapelle Dresden, 1994 Philips
- Verdi: I vespri siciliani - New Philharmonia Orchestra/Martina Arroyo/James Morris/Plácido Domingo/John Alldis Choir, 1999 BMG RCA
- Verdi: Aida - James Levine/Aprile Millo/Charles Anthony Caruso/Dolora Zajick/Hei-Kyung Hong/James Morris/Metropolitan Opera Chorus & Orchestra/Plácido Domingo/Samuel Ramey/Terry Cook, 1991 Sony
- Wagner: Der Fliegende Holländer - Metropolitan Opera Orchestra/James Morris/Ben Heppner/Deborah Voigt, 1997 Sony
- Wagner, Walkiria - Levine/MET/Behrens/Norman/Moll, 1988 Deutsche Grammophon - Grammy Award for Best Opera Recording 1990

## DVD & BLU-RAY
- Mozart: Così fan tutte (Salzburg Festival, 1983) - Ann Murray/James Morris/Francisco Araiza/Kathleen Battle/Sesto Bruscantini/Riccardo Muti, Arthaus Musik
- Puccini, Bohème - Levine/Stratas/Carreras/Scotto, regia Franco Zeffirelli, 1982 Deutsche Grammophon
- Verdi, Luisa Miller - Levine/Scotto/Domingo, 1979 Deutsche Grammophon
- Verdi, Otello - Bychkov/MET/Fleming/Botha, 2012 Decca
- Verdi, Otello - Levine/Domingo/Fleming/Morris, 1996 Deutsche Grammophon
- Verdi: Macbeth (Deutsche Oper Berlin, 1987) - Renato Bruson/Mara Zampieri/James Morris/Giuseppe Sinopoli, regia Luciano Damiani, Arthaus Musik
- Verdi: Macbeth (Glyndebourne, 1972) - Josephine Barstow/James Morris/John Pritchard (direttore d'orchestra), Arthaus Musik
- Wagner, Maestri cantori di Norimberga - Levine/Heppner/Mattila/Papen, 2004 Deutsche Grammophon
- Wagner, Oro del Reno - Levine/Morris/Jerusalem/Ludwig, 1990 Deutsche Grammophon - Grammy Award for Best Opera Recording 1991
- Wagner, Sigfrido - Levine/MET/Jerusalem/Behrens, 1990 Deutsche Grammophon
- Wagner, Walkiria - Levine/MET/Behrens/Norman/Moll, 1988 Deutsche Grammophon